# Discografia lui Kate Alexa
Următorul articol prezintă discografia cântăreței australiene Kate Alexa. Ea a lansat 1 album de studio, o coloană sonoră, 5 discuri single ș 4 videoclipuri. Urmează să lanseze un album de studio, unul live, un disc EP și 2 discuri single.

## Albume de studio
| Titlu albumului  | Detalii                      | Melodii |
| ---------------- | ---------------------------- | --- |
| Broken&Beautiful | * Lansat: 25 septembrie 2006 | Broken And Beautiful Somebody Out There All I Hear My Day Will Come I Let Go Naked Heart We All Fall Dawn Glass Slipper Under The Influence of You Better Than You In Your Eyes Not Another Love Song Always There |
| TBA              | 2009                         | I tried It Anyway Walk On TBA |

## Coloane sonore
| Titlu albumului                   | Detalii                      | Melodiile |
| --------------------------------- | ---------------------------- | --- |
| H2O - Adaugă Apă (Coloana Sonoră) | * Lansat: 10 septembrie 2007 | No Ordinary Girl Another Now Where We Belong Way To The Top We Are Togheter I Won't Walk Away Nobody Knows Tonight You're Everything Help Me Find My Way Falling Out Waiting Here I Let Go* |

## Discuri EP
Kate Alexa urmează să lanseze un disc EP.

## Discuri single
| An   | Melodie                           | Poziția maximă | Album              |
| An   | Melodie                           | AUS            | Album              |
| ---- | --------------------------------- | -------------- | ------------------ |
| 2004 | "Always There"                    | 16             | Broken & Beautiful |
| 2005 | "My Day Will Come"                | 24             | Broken & Beautiful |
| 2006 | "All I Hear"                      | 9              | Broken & Beautiful |
| 2006 | "Somebody Out There"              | 21             | Broken & Beautiful |
| 2006 | "Better than You"1                | —              | Broken & Beautiful |
| 2008 | "Teardrops" (featuring Baby Bash) | 26             | TBA                |

## Single-uri nelansate
- No Ordinary Girl
- Another Now
- Where We Belong
- Way To The Top
- Broken And Beautiful

## Videoclipuri
| An   | Titlu                | Director      |
| ---- | -------------------- | ------------- |
| 2005 | "My Day Will Come"   | Bart Borghesi |
| 2006 | "All I Hear"         | Bart Borghesi |
| 2006 | "Somebody Out There" | N/A           |
| 2008 | "Teardrops"          | N/A           |

## Alte piese
| An   | Melodie                                               | Album                        |
| ---- | ----------------------------------------------------- | ---------------------------- |
| 2005 | "All I Want for Christmas Is You"(Mariah Carey cover) | The Spirit of Christmas 2005 |